# (341843) 2008 EV5
(341843) 2008 EV5 est un astéroïde proche de la Terre potentiellement dangereux du groupe des Aton mesurant environ 400 mètres de diamètre. Il a été découvert le 4 mars 2008 par des astronomes du Mount Lemmon Survey, à l'observatoire du mont Lemmon, près de Tucson, en Arizona (États-Unis).

## Origine et histoire orbitale
2008 EV5 est vraisemblablement un fragment d'un corps bien plus grand de la ceinture principale d'astéroïdes, lequel avait probablement un diamètre supérieur à 100 kilomètres. L'histoire de 2008 EV5 a probablement commencé lorsque son corps parent a subi un événement de cratérisation majeur ou, plus vraisemblablement, un événement catastrophique qui a produit un objet fortement fracturé, brisé ou ré-accumulé (pile de débris). Par conséquent, 2008 EV5 pourrait être le résultat du rassemblement de fragments éjectés. La position de ce qui est maintenant 2008 EV5 à l'intérieur de son corps parent est inconnue.
Compte tenu du travail de modélisation et des données disponibles, les candidats à la famille source les plus plausibles pour 2008 EV5 sont Eulalie, New Polana (??) et Érigone. Cela suppose que le véritable albédo de 2008 EV5 est considérablement inférieur à 10 %. S'il a un albédo élevé, une source plausible serait une population d'astéroïdes de type C à albédo élevé dans la ceinture d'astéroïdes intérieure. Les familles candidates de deuxième niveau pour le cas d'albédo élevé sont Baptistina et Pallas.
À partir de là, 2008 EV5 a commencé à changer d'orbite via les forces appelées effets Yarkovsky et YORP. L'effet Yarkovsky décrit une petite force qui affecte le mouvement orbital. Elle est causée par la lumière du Soleil : lorsque des objets sont chauffés par le Soleil, ils rerayonnent l'énergie sous forme de chaleur, ce qui crée à son tour une petite poussée. Cette accélération de recul est beaucoup plus faible que les forces gravitationnelles solaires et planétaires, mais elle peut produire des changements orbitaux importants sur des échelles de temps allant de plusieurs millions à des milliards d'années. Le même phénomène physique crée également un couple thermique qui a probablement amené 2008 EV5 à prendre une apparence de toupie,,.
Les modèles dynamiques indiquent que 2008 EV5 a migré vers l'intérieur à travers la ceinture d'astéroïdes intérieure sur de longues échelles de temps (c'est-à-dire de l'ordre de ~ 0,01 à 1 milliard d'années) jusqu'à ce qu'il atteigne une résonance gravitationnelle planétaire qui l'a propulsé dans la population d'astéroïdes proches de la Terre sur une échelle de temps de l'ordre de 1 million d'années. De là, les interactions gravitationnelles avec les planètes et les résonances lui ont permis d'atteindre son orbite actuelle en quelques millions à quelques dizaines de millions d'années.

## Passage près de la Terre en 2008
Le 23 décembre 2008, 2008 EV5 est passé à 8,4 distances lunaires (0,022 unité astronomique, 3,2 millions de kilomètres) de la Terre, son passage le plus proche jusqu'en 2169. Sa brillance a culminé le 26 décembre à une magnitude apparente d'environ 13,2.

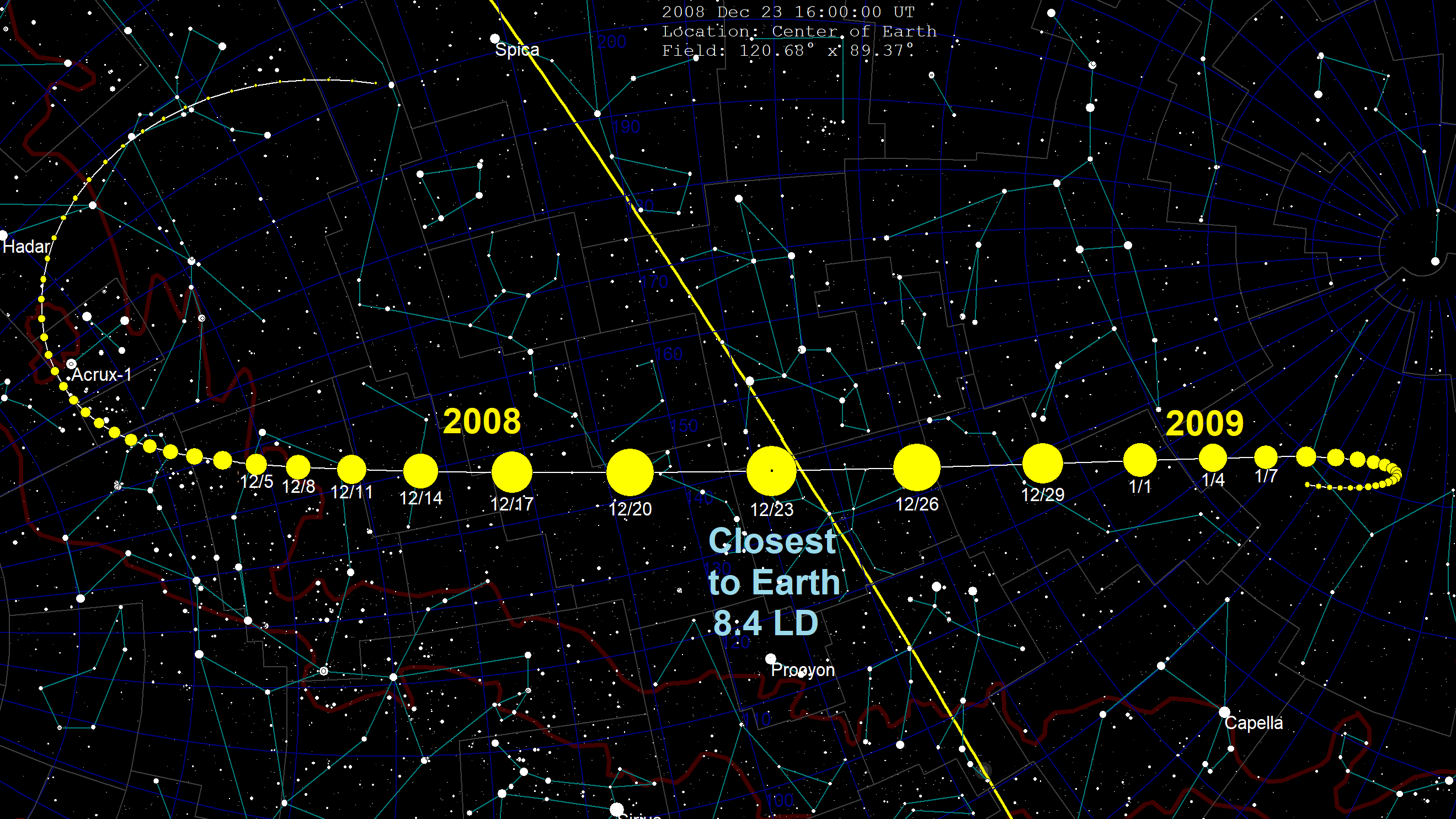
Trajectoire de lors de son passage à proximité de la Terre, avec marqueurs de mouvement tous les 3 jours.

## Caractéristiques physiques
2008 EV5 est un sphéroïde aplati (aussi décrit comme « ayant une forme de muffin ») d'un diamètre de 400 mètres. Il a une rotation très lente et rétrograde. À sa surface se trouve une structure concave de 150 mètres de diamètre, possiblement un cratère d'impact ou une structure relique d'un épisode antérieur de rotation rapide qui engendra une reconfiguration de la forme de l'astéroïde.

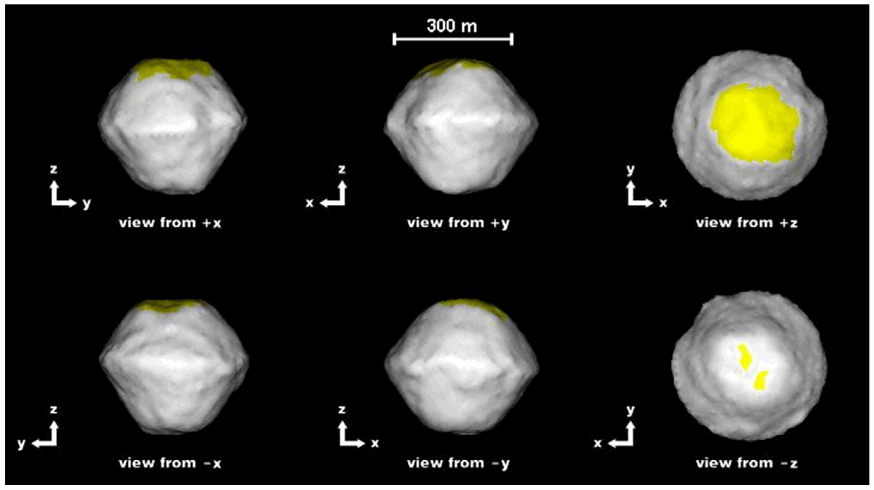
Modèle de forme radar de.

La spectroscopie visible et proche infrarouge montre que la composition de 2008 EV5 est similaire à celle des météorites chondrites carbonées.

## Mission de retour d'échantillons
2008 EV5 était la cible proposée pour la mission de retour d'échantillons de la NASA Asteroid Redirect Mission. En dehors de 2008 EV5, plusieurs autres astéroïdes, parmi lesquels (25143) Itokawa et (101955) Bénou, étaient envisagés pour cette mission,, avant son annulation en 2017.